# Mainau

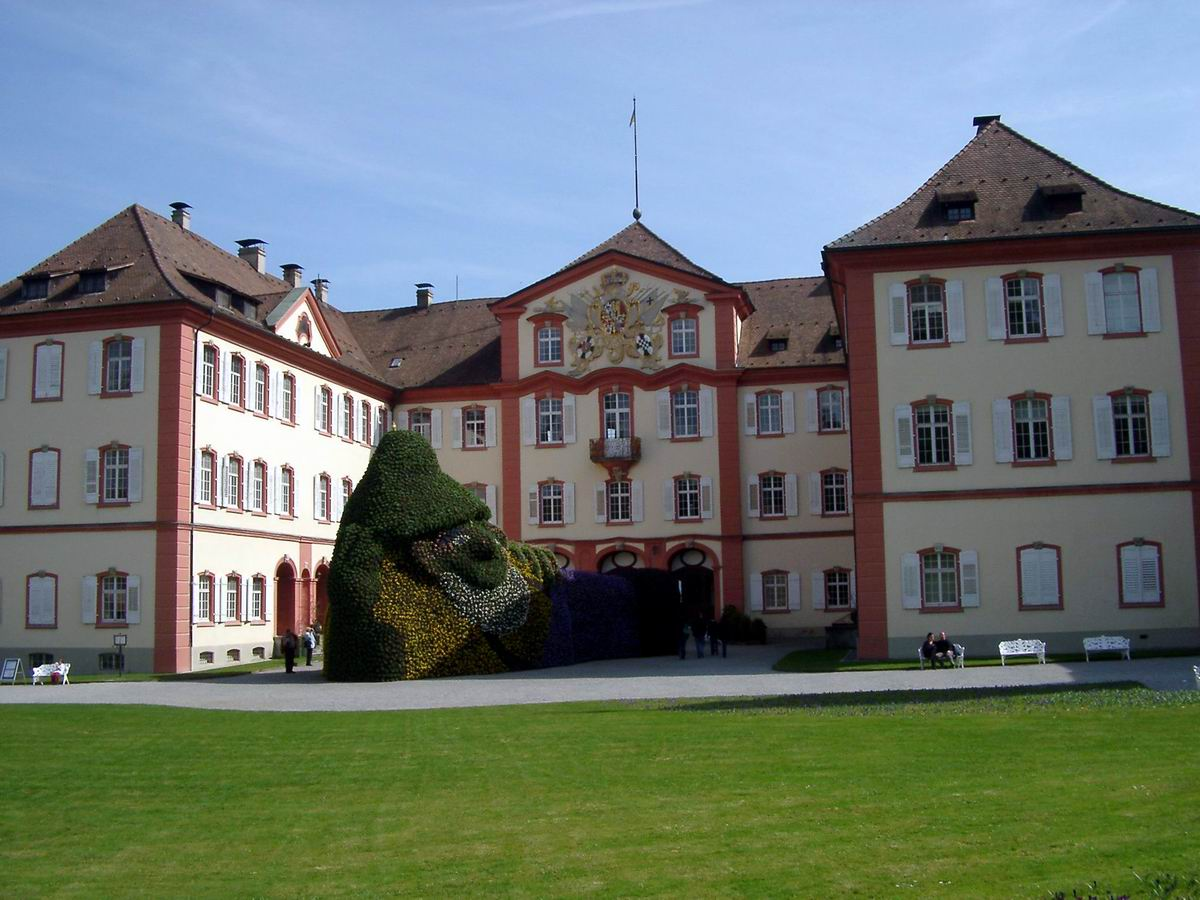
Castelul Mainau

Mainau este una din cele trei insule mari ale lacului Bodensee (în română lacul Constanța): insula Mainau, insula Reichenau și insula Lindau (dintre cele 10 insule ale lacului). 
Amenajată ca gradină botanică, insula Mainau este una dintre atracțiile turistice cele mai importante ale lacului. Este numită și "Insula Florilor".